# 이탈리아계 아르헨티나인

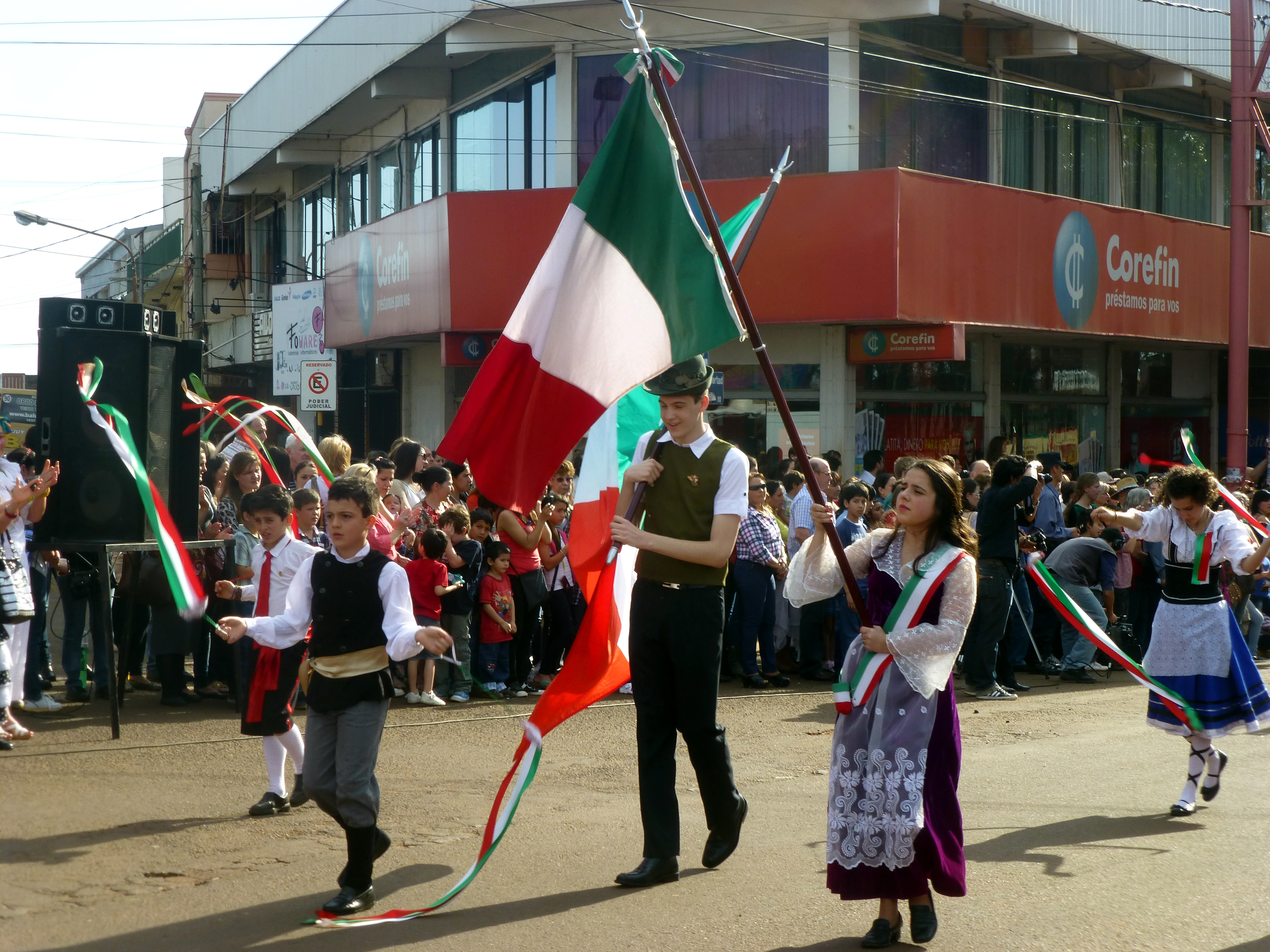

이탈리아계 아르헨티나인(Italo Argentino)은 아르헨티나 내에 거주하는 이탈리아계 사람들을 지칭한다. 19세기 중반부터 대규모 이민이 시작되었고, 오늘날 아르헨티나의 최대 다수 민족으로 자리잡았다.(대략 전체 인구의 62.5%인 2,500만명이 적어도 한명의 이탈리아인 조상을 가지고 있음)

## 주요 인물
- 교황 프란치스코 - 266대 교황
- 리오넬 메시 - 아르헨티나의 축구 선수
- 마누 지노빌리 - 아르헨티나의 농구 선수
- 후안 페론 - 아르헨티나의 군인, 정치인
- 아르투로 프론디치 - 아르헨티나의 정치인
- 아르투로 일리아 - 아르헨티나의 정치인
- 마누엘 벨그라노 - 아르헨티나의 장군
- 가브리엘라 사바티니 - 아르헨티나의 테니스 선수
- 후안 마누엘 판지오 - 아르헨티나의 카레이서
- 아스토르 피아소야 - 아르헨티나의 음악가
- 가브리엘 바티스투타 - 아르헨티나의 축구 선수
- 라울 디 블라시오 - 아르헨티나의 피아니스트, 작곡가
- 시저 펠리 - 아르헨티나 출신의 미국 건축가
- 리오넬 메시, 마누엘 벨그라노와 같이 스페인계와의 혼혈도 있으며, 후안 페론과 같이 메스티소도 일부 존재한다.

## 같이 보기
- 아르헨티나-이탈리아 관계
- 아르헨티나의 인구
- 스페인계 아르헨티나인